# Римский-Корсаков, Александр Сергеевич
Алекса́ндр Серге́евич Ри́мский-Ко́рсаков (26 сентября 1882 — 3 июля 1960, Париж) — иркутский и саратовский вице-губернатор, общественный деятель русской эмиграции.

## Биография
Из старинного дворянского рода Римских-Корсаковых.
В 1903 году окончил Императорское училище правоведения с чином титулярного советника, служил в Министерстве иностранных дел.
Чины: надворный советник, коллежский советник (до 1914), статский советник (до 1916), действительный статский советник (до 1917).
Во время русско-японской войны состоял уполномоченным Российского Общества Красного Креста на фронте. Затем служил комиссаром по крестьянским делам в Лифляндской губернии, членом Курляндского по крестьянским делам присутствия. Занимал посты Иркутского (1911—1914) и Саратовского (1914—1917) вице-губернатора.
Участвовал в Белом движении. В 1919 году, после занятия Курской губернии войсками генерала Деникина, короткое время был губернатором.
После окончания Гражданской войны эмигрировал во Францию, жил в Париже. Участвовал в работе эмигрантских монархических объединений: был начальником канцелярии Высшего монархического совета, состоял секретарем Рейхенгалльского монархического съезда, был делегатом Российского зарубежного съезда в 1926 в Париже, состоял членом Союза ревнителей памяти императора Николая II.
В 1930-е годы состоял секретарем комитета Правоведской кассы, после смерти А. А. Половцова был избран председателем Комитета кассы (1944—1960). В 1935 году был одним из организаторов празднования столетия Императорского училища правоведения, составил «Памятную книжку Императорского училища правоведения. К 100-летию со дня его основания. 1835—1935».
Скончался в 1960 году в Париже. Похоронен на кладбище Сент-Женевьев де Буа.

## Сочинения
- Памятная книжка Императорского училища правоведения. К 100-летию со дня его основания. 1835—1935. — Париж, 1935.